# Тип 92 (танк)
Тип 92 — японский малый танк 1930-х годов. Один из первых танков японской разработки. Разработан в 1932 году для вооружения кавалерийских частей и выпускался в небольших количествах в 1933—1936 годах. В западных источниках обычно относится к лёгким танкам. Активно использовался японскими войсками в Китае в 1930-е годы, в том числе во Второй японо-китайской войне. К началу Второй мировой войны был заменён более современными образцами, но всё ещё ограниченно применялся.

## История создания
Проектирование бронетехники для вооружения кавалерийских частей велось в Японии ещё с начала 1920-х годов. После экспериментов с полугусеничными и колёсно-гусеничными машинами, в начале 1930-х было принято решение остановиться на чисто гусеничном движителе. Фирме «Исикава» было выдано задание на разведывательную бронемашину с противопульным бронированием и пулемётным вооружением. Фактически машина являлась танком, но поскольку исключительными правами на использование танков в те годы обладала пехота, формально она называлась «тяжёлым бронеавтомобилем». Первый прототип машины был закончен в марте 1932 года и после испытаний был принят на вооружение под обозначением «Тяжёлый бронеавтомобиль Тип 92».

## Описание конструкции
Компоновка танка классическая, отделение управления объединено с боевым. Экипаж танка состоял из трёх человек — механика-водителя, стрелка из крупнокалиберного пулемёта и командира, размещавшегося в одноместной башне и выполнявшего также функции башенного стрелка.

### Броневой корпус и башня
Корпус и башня танка собирались из 6-мм стальных листов при помощи сварки, клёпка использовалась лишь в отдельных местах. В процессе эксплуатации, однако, выявилась ненадёжность сварных корпусов танка Тип 92, поэтому последующие японские танки вплоть до второй половины Второй мировой собирались преимущественно при помощи заклёпок и болтов. Наблюдение за полем боя осуществлялось через смотровые щели в бортах и башне танка. Посадка и высадка экипажа производилась через люк в правом борту машины.

### Вооружение
Вооружение танка составляли 13-мм пулемёт Тип 92 (на некоторых машинах первых серий — 6,5-мм пулемёт Тип 91), установленный в лобовом листе корпуса и 6,5-мм пулемёт Тип 91, размещённый во вращающейся башне. Ещё один зенитный пулемёт Тип 91 мог устанавливаться на кронштейне на крыше башни. Наличие в боекомплекте 13-мм пулемёта бронебойных пуль позволяло танку поражать большинство лёгкой бронетехники, но уже к середине 1930-х назрела необходимость вооружить танк более мощным орудием. 37-мм пушка, устанавливаемая вместо 13-мм пулемёта, оказалась для танка слишком большой и мощной, но 20-мм автоматическую пушку удалось успешно разместить в корпусе машины и с 1937 года большинство танков Тип 92 были перевооружены ими.

### Двигатель и трансмиссия
Двигатель танков Тип 92 — рядный 6-цилиндровый карбюраторный, воздушного охлаждения, мощностью 45 л. с. На машинах поздних серий устанавливались более мощные двигатели «Мицубиси» серии SR II, мощностью 75 л. с.

### Ходовая часть

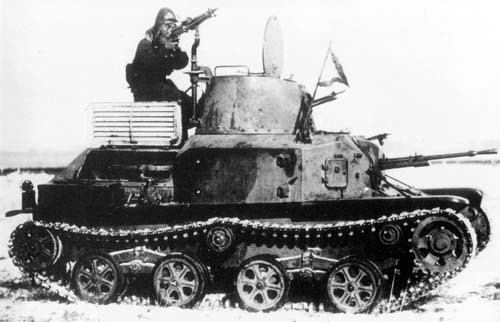

Первоначально на танках Тип 92 ходовая часть каждого борта состояла из четырёх сдвоенных опорных катков малого диаметра, попарно сблокированных в тележках, которые в свою очередь, подвешивались на полуэллиптических рессорах, крепившихся к корпусу танка, но в ходе эксплуатации выявились частые слёты гусениц, из-за большого расстояния между отдельными катками. Для исправления этого число тележек было увеличено до трёх, а впоследствии вновь сокращено до двух, но уже с катками большого диаметра. Ведущие катки передние, зацепление гусениц цевочное. Гусеница мелкозвенчатая, с шагом трака 90 мм и шириной 190 мм.